# Highlandville
Highlandville is een plaats (city) in de Amerikaanse staat Missouri, en valt bestuurlijk gezien onder Christian County.

## Demografie
Bij de volkstelling in 2000 werd het aantal inwoners vastgesteld op 872.
In 2006 is het aantal inwoners door het United States Census Bureau geschat op 922, een stijging van 50 (5,7%).

## Geografie
Volgens het United States Census Bureau beslaat de plaats een oppervlakte van
12,9 km², geheel bestaande uit land. Highlandville ligt op ongeveer 379 m boven zeeniveau.

## Plaatsen in de nabije omgeving
De onderstaande figuur toont nabijgelegen plaatsen in een straal van 20 km rond Highlandville.